# 안도 도모야스
안도 도모야스(일본어: 安藤 智安, 1974년 5월 23일 ~ )는 일본의 전 축구 선수이다.

## 구단 경력
과거 우라와 레즈, 아비스파 후쿠오카, 오미야 아르디자에서 활동하였다.